# 初音島4
《初音島4》是CIRCUS在2019年5月31日發售的戀愛冒險類型遊戲，2019年12月19日由ENTERGRAM發售任天堂Switch版、PlayStation 4版。2021年8月27日發售18禁版《初音島4 Plus Harmony》（ダ・カーポ4 プラスハーモニー）。

## 故事簡介
香香見島在鷺澤財團的大力開發下成為了觀光勝地，而在聖誕節前，島內最大的樂園「香香見奇幻樂園」將要開幕。此時，香香見學園瀰漫著一股戀愛的氛圍，男主角常坂一登在同班同學白河日和及鷺澤有里栖的邀請下，加入了戀愛諮詢的行列。

## 登場角色
常坂一登
作品男主角。就讀香香見學園附屬中學三年一班。擁有讓人在鏡子中看見笑容的魔法。
鷺澤有里（聲：東山奈央 / 遥そら）
一登的同班同學，鷺澤財團的大小姐。雖為貴族出身，但個性平易近人，是校內的偶像。
常坂二乃（聲：伊藤彩沙 / くすはらゆい）
一登的妹妹，和一登沒有血緣關係，和一登同班。在學校裡是待人接物和學業都十分優秀的優等生，但在家裡會顯露出小惡魔的一面。不擅長料理。
逢見諳子（聲：加藤英美里 / 結城ほのか）
就讀香香見學園本校一年級，住在常坂家隔壁的大姐姐。每天都會為常坂兄妹準備早餐和晚餐。
白河日和（聲：阿澄佳奈 / 白雪碧）
一登的同班同學，校內的麻煩製造者。有在為學校的學生做戀愛諮詢。
鳳城詩名（聲：水瀨祈 / 杏子御津）
轉學生，就讀香香見學園附屬中學三年二班。性格沉默寡言。
美嶋未羽（聲：前川涼子 / 歩サラ）
一登的學妹，風紀委員長代理。每天為了制止日和的脫序舉動而傷透腦筋，實際上和日和是好友。
日野原千代子（聲：尾崎由香 / 奏雨）
一登的學妹。個性積極樂觀，是以「CHOCO」為名的直播主。

## 主題曲
1st片頭曲「D.C.4 ～～」
作詞、作曲：tororo，主唱：Rin'ca
2nd片頭曲
作詞：yozuca*，作曲：Nekusam，主唱：Rin'ca
Grand Theme Song
作詞：tororo，作曲：yozuca*，主唱：yozuca*

## 外部連結
- PC版官方網站 （页面存档备份，存于） （日語）
- PS4/NS版官方網站 （页面存档备份，存于） （日語）
- D.C.4 Plus Harmony官方網站 （页面存档备份，存于） （日語）
- 《初音島4》在視覺小說數據庫的頁面 （英文）